# Пьянков, Александр Петрович
Алекса́ндр Петро́вич Пьянко́в (3 ноября 1915 года, Добрянка, Пермская губерния — 27 июля 1988 года, Москва) — советский лётчик-ас истребительной авиации, участник боёв на Халхин-Голе и Великой Отечественной войны, Герой Советского Союза (17.11.1939). Полковник.

## Биография
Родился 3 ноября 1915 года в Добрянке, Пермская губерния в семье рабочего-металлурга. Отец погиб на первой мировой войне, мать вскоре умерла от тифа и Александр воспитывался в семье деда. Окончил школу-семилетку, затем в 1933 году — школу фабрично-заводского ученичества. Работал слесарем-инструментальщиком на Добрянском металлическом заводе. В 1933—1935 годах учился на физико-математическом факультете Пермского университета. Одновременно занимался в Пермском аэроклубе. 
В сентябре 1935 года по комсомольской путёвке призван в Красную Армию и поступил в 3-ю военную школу летчиков и летчиков-наблюдателей (Оренбург), а в 1936 году был переведён в 2-ю военную школу лётчиков им. Осоавиахима (Борисоглебск), после окончания которой в 1937 году служил младшим лётчиком и командиром звена.
С 23 мая по 16 сентября 1939 года участвовал в Боях на Халхин-Голе в составе 22-го истребительного авиационного полка, сражаясь на истребителе И-16. За это время совершил 112 боевых вылетов, включая 12 на штурмовку наземных войск и 18 вылетов на разведку. Участвовал в 21 воздушном бою и согласно представлению к присвоению звания Героя сбил 4 японских самолёта лично и 3 в группе. В литературе есть и иные данные о победах А. П. Пьянкова в этом конфликте: сбил лично 2 и 9 в группе, лично 4 и 8 в группе, лично 3 и в группе 8 самолётов, лично сбил 4 самолёта противника и даже сбил лично 12 самолётов. Был дважды ранен. 
Указом Президиума Верховного Совета СССР от 17 ноября 1939 года «за образцовое выполнение боевых заданий Правительства и проявленное при этом геройство» лейтенанту Пьянкову Александру Петровичу присвоено звание Героя Советского Союза с вручением ордена Ленина и медали «Золотая Звезда».
После окончания боёв был назначен командиром 3-й эскадрильи 16-го истребительного авиаполка 57-й истребительной авиабригады, по итогам зимы 1939—1940 годов его эскадрилья была признана лучшей в бригаде. С сентября 1940 года по июнь 1941 года был слушателем Военной академии командного и штурманского состава ВВС Красной Армии.
С июня 1941 года участвовал в боях Великой Отечественной войны: командовал истребительной эскадрильей в ПВО Кременчуга (Юго-Западный фронт), затем — заместитель командира 435-го истребительного авиационного полка в составе ВВС 51-й отдельной армии (Войска обороны Крыма). Участвовал в воздушных боях на истребителях И-16 и МиГ-3, лично сбил 1 немецкий самолёт Хе-111. 9 октября 1941 года он был тяжело ранен в воздушном бою под Перекопом, после этого более года проходил лечение в госпиталях. После лечения с декабря 1942 года служил лётчиком-инспектором ВВС Красной Армии, с апреля 1945 года — лётчиком-инспектором по технике пилотирования отдела боевой подготовки Управления ВВС Сибирского военного округа (Новосибирск).
В 1948 году окончил Военно-воздушную академию имени Н. Е. Жуковского, а в 1957 году — Высшую военную академию имени К. Е. Ворошилова. Был командиром истребительного авиаполка, а потом истребительной авиационной дивизии, дислоцированной в Средней Азии. Являлся членом ЦК Компартии Таджикистана.
В октябре 1960 года уволен в запас по состоянию здоровья (согласно его воспоминаниям — за то, что не смог сбить самолёт-разведчик Lockheed U-2, пилотируемый Г. Пауэрсом и через несколько часов сбитый под Свердловском).
В запасе в первое время был учителем физики в школе. В 1964 году поступил на работу в Институт теоретической и экспериментальной физики, а в 1967 году окончил вечернее отделение физического факультета Московского государственного университета имени М. В. Ломоносова. Является соавтором 6 научных публикаций.

Могила А. П. Пьянкова на Кунцевском кладбище Москвы

Умер 27 июля 1988 года и был похоронен на участке 9-2 Кунцевском кладбище Москвы.

## Награды
- Медаль «Золотая Звезда» Героя Советского Союза (17.11.1939, № 188);
- орден Ленина (17.11.1939);
- два ордена Красного Знамени (29.08.1939, 30.12.1956);
- Орден Отечественной войны 1-й степени (11.03.1985);
- Орден Отечественной войны 2-й степени (20.05.1945);
- орден Красной Звезды (13.06.1952);
- медаль «За боевые заслуги» (6.11.1945);
- медали СССР.
- два ордена Красного Знамени Монгольской Народной Республики (10.08.1939, 1959);[11]
- Медаль «Дружба» (МНР)
- Медаль «30 лет Халхин-Гольской Победы» (МНР, 15.08.1969)
- Медаль «30 лет Победы над милитаристской Японией» (МНР, 08.01.1976)
- Медаль «60 лет Вооружённым силам МНР» (МНР, 09.09.1985)
- Знак «Участнику боёв у Халхин-Гола»

## Память
- Почётный гражданин города Добрянка (знак № 1), звание присвоено 25 августа 1983 года[12].
- В честь Героя установлены мемориальные доски на Доме офицеров в Перми, на 2-м корпусе Пермского государственного университета, на доме в Добрянке, в котором родился и жил в молодости, на здании МБОУ «Добрянская ООШ № 1 (Кадетская школа)».
- Его именем названа улица в Перми (2021).